# 普拉托冰川
普拉托冰川（英語：Plata Glacier）是南極洲的冰川，位於維多利亞地的彭內爾海岸，處於勝利山脈地區，流經米拉比托山脈和蒙蒂思山，最終注入日德蘭冰川，現時由南極條約體系管理。